# Cámara inteligente
Una cámara inteligente (smart camera en inglés) es un sistema integrado orientado a la visión artificial. Además de los circuitos de captura de imágenes, tiene la capacidad de extraer información específica de la aplicación de las imágenes capturadas y generar descripciones de eventos o tomar decisiones que se usen en un sistema inteligente automatizado. 
Usan un procesador que trata la imagen capturada sin necesidad de una CPU externa. Consiste en un sistema de visión autónomo e independiente con un sensor de imagen integrado en la carcasa de una cámara de vídeo industrial Contiene todas las interfaces de comunicación necesarias, como por ejemplo, Ethernet, así como líneas de entrada y salida digital (E/S) o líneas de control a prueba de la industria para la conexión con un PLC, actuadores o válvulas neumáticas. No es necesariamente más grande que un industrial o una cámara de vigilancia. Una capacidad de visión artificial significa, generalmente, cierto grado de desarrollo, de manera que estas capacidades estén listas para ser usadas en aplicaciones individuales. 
La potencia de cálculo de una cámara inteligente no llega a igualar los resultados de rendimiento de un sistema de visión artificial basado en PC, aunque se acerca mucho en cuanto a las posibilidades del software de tratamiento de la imagen. El éxito de las cámaras inteligentes se debe principalmente a su pequeño tamaño y a su reducido coste. La arquitectura de estas tiene la ventaja de un volumen más compacto en comparación a los sistemas de visión de PC. El coste bajo se justifica con disponer de una interfaz un poco más sencilla o omitida.
Las versiones menos potentes se suelen llamar sensores inteligentes. 
Aunque a menudo sean usadas para aplicaciones más sencillas, las cámaras inteligentes modernas pueden competir con las de PC en términos de potencia y funcionalidad de procesamiento. Estas cámaras se han comercializado desde mediados de los años 80. En el siglo XXI se ha alcanzado un uso generalizado de estas ya que, la tecnología permitió reducir su tamaño i potencia de procesamiento hasta llegar a varios miles de MIPS (dispositivos con procesador d'1 GHz i hasta 8000MIPS disponibles a partir del 2006). 
Como que dispone de un procesador dedicado a cada unidad, las cámaras inteligentes son especialmente adecuadas para aplicaciones en las cuales varias cámaras tienen que funcionar de manera independiente y, a menudo, de manera asíncrona o cuando se necesita una visión distribuida (múltiples puntos de inspección o vigilancia a lo largo de una línea de producción o dentro de una máquina de montaje). 

## Componentes de una cámara inteligente
Una cámara inteligente normalmente está compuesta por los siguientes componentes: 
- Sensor de imagen (matricial, lineal, CCD o CMOS)[4][5]
- Circuitos de digitalización de imágenes.[6]
- Memoria de imágenes.
- Porcesador (normalmente un DSP o cualquiera adecuadamente potente).[7][8]
- Memoria de programas y datos (RAM, FLASH no volátil).
- Interfaz de comunicación (Ethernet, RS-232).[9]
- Líneas de entrada / salida.
- Llevaobjetivos o lente integrada (normalmente, C, CS o muntura M).
- Dispositivo de iluminación integrada (normalmente LED).
- Desarrolladas para operar en tiempo real. Ejemplo: VCRT.

La salida de vídeo puede ser un elemento opcional. (VGA o SVGA)

## Los campos de aplicación
Las cámaras inteligentes pueden ser usadas, en general, para el mismo tipo de aplicaciones en que se usan sistemas más complejos de visión, además, pueden ser aplicadas en algunas aplicaciones en las que el volumen, las restricciones de precios o la falta de fiabilidad prohíbe el uso de dispositivos más voluminosos o PC. 
Los campos más comunes de aplicación son:
- Inspección automatizada de garantía de calidad (detección de errores, partes que faltan...).
- Mesuras sin contacto.
- Ordenación parcial e identificación.
- Lectura de códigos y verificación (código de barras, data Matrix, etc).
- Inspecciones en red (inspección del flujo continuo de materiales como bobinas, tubos, cables, etc) para la detección de errores y calibrar las dimensiones.
- Detección de la posición y rotación de las piezas de un robot automatizado de guía y recogida.
- Vigilancia desatendida (detección de intrusos, detección de humo o fuego)
- Reconocimiento y control de acceso biométrico (rostro, huellas digitales, reconocimiento del iris).
- Redes de sensores visuales.
- Guía de robots.
- Casi cualquier aplicación de un sistema de visión.[10]

Los desarrolladores pueden comprar cámaras inteligentes y desarrollar sus propios programas para aplicaciones especiales hechas a medida o pueden adquirir software de aplicaciones ya hechas por el fabricante de la cámara o fuentes de terceros. Los programas personalizados se pueden desarrollar programando en varios lenguajes (normalmente C o C++) o mediante herramientas de desarrollo visual más intuitivas, aunque un poco menos flexibles, donde las funcionalidades existentes (una secuencia o un diagrama de flujo bidimensional) que describe el flujo de operaciones sin necesidad de escribir en el código del programa. La principal ventaja del enfoque visual frente la programación es el proceso de desarrollo más corto y un poco más sencillo, disponible también para no programadores. Hay otras herramientas de desarrollo disponibles con funciones de nivel relativamente alto que se pueden configurar y desplegar con un esfuerzo muy limitado. Estas, pero, son muy pocas.  
La cámaras inteligentes que ejecutan programas adaptados a una aplicación específica suelen llamar-se "sensores de visión".

## Funciones de las cámaras inteligentes

### OCR
Las cámaras inteligentes también funcionan como dispositivos OCR (reconocimiento óptico de caracteres). Esta tecnología es usada en aplicaciones como en la inspección de las unidades de pantallas de teléfonos móvil, verificación de la información de etiquetas de partes de máquinas, lectura de las direcciones de los sobres de correo y reconocimiento de las placas de los automóviles. La ventaja del uso de las técnicas de inteligencia artificial, como las redes neuronales, es que son capaces de leer etiquetas impresas. Por tanto, no se requiere programación adicional.   

### Seguridad y vigilancia
El mercado de la seguridad y la vigilancia está dominado por los sistemas de circuito cerrado de televisión (CCTV), una área que podría ser considerada como a ideal para la introducción de cámaras inteligentes. En esta aplicación, el dispositivo puede ser utilizado para detectar intrusos o situaciones poco habituales.  
A diferencia de los sistemas convencionales, que registran todo lo que pasa o dependen de un vigilante que tiene que programar el sistema, estos sistemas, ven y se valen por ellos mismos. Como las contrapartes en las líneas de producción, estos dispositivos visuales, contienen toda la inteligencia necesaria detrás de sus lentes. Están programadas para enviar sus imágenes al personal de emergencia solo en el caso de un accidente grebe, como por ejemplo, una persona inanimada. Estas cámaras hacen la función de vigilantes silenciosos y permiten seleccionar una función en la que se envía un mensaje a un dispositivo móvil en caso de alerta.  
Las áreas públicas y, en particular, las estaciones subterráneas, ofrecen una importante área de aplicación para la tecnología de cámaras inteligentes. La Siemens Corporate Research (SCR) junto con la Siemens Sistema de Transporte y Siemens Información y Comunicaciones, han desarrollado un sistema de vídeo análisis en el que es posible detectar aglomeraciones, cosa que permite mejorar la manera dinámica de los horarios de transporte como los trenes y los autobuses.
A medida que las cámaras disminuyan su tamaño, serán menos susceptibles al vandalismo y podrán ser incorporadas a las estructuras arquitectónicas. Las cámaras inteligentes podrán ser entrenadas para detectar eventos anormales, como por ejemplo, l'Auto-Cameran de SCR se coloca  en los techos para detectar y seguir personas. En un futuro, estas y otros modelos, podrían ser actualizadas de la misma manera en que, un ordenador en línea es actualizado en una intranet. Podría hacer posible el uso de cámaras IP.

## Una segunda definición
Disponer de una capacidad en visión artificial generalmente significa un grado de desarrollo tal que sus capacidades están dirigidas a ser usadas en aplicaciones individuales. En el campo de la automatización de fábrica, a menudo, se definen por su uso predominante como "cámara inteligente", que también se usa para referirse a una unidad que incluye todo el hardware y, a veces, un sistema de explotación, una plataforma para el interior que requiere la adición de cualquier software de visión artificial y una programación más amplia antes de estar listas para proporcionar las capacidades descritas.  